# Litsea ripidion
Litsea ripidion är en lagerväxtart som beskrevs av André Guillaumin. Litsea ripidion ingår i släktet Litsea och familjen lagerväxter. Inga underarter finns listade i Catalogue of Life.